# 10444 de Hevesy
10444 de Hevesy (3290 T-2) là một tiểu hành tinh vành đai chính.